# Новая жизнь (1910—1916)
Новая жизнь — ежемесячный литературно-художественный беспартийно-прогрессивный журнал.
Журнал был основан как Журнал литературы, науки и общественной жизни Николаем А. Бенштейном. Журнал издавался в Москве и Петрограде с 1910 по 1916 гг.
В 1913 г. на № 2 журнал был временно прекращен; вместо него выходил журнал «Современный мир». В декабре 1913 издание журнала возобновилось.
Редакторами журнала были:
- 1910/11 (№ 1) ред. изд. Н. А. Бенштейн;
- 1910/11 (№ 2-12) В. И. Кругликов;
- 1911 (№ 13) — 1912 (№ 1-2) Я. Д. Николаев;
- 1912 (№ 3-12) — 1913 (№ 2) Иона М. Розенфельд;
- 1913 дек. — 1914 (янв.-февр.) Н. А. Бенштейн;
- 1914 (март-дек.) — 1915 (янв.-окт.) Николай Архипович Архипов;
- 1915 (ноябрь) ред. Н. А. Архипов, ред.-изд. С. Семенов ;
- 1915 дек. ред.-изд. С. Семенов

Подзаглавие журнала изменилась несколько раз:
- 1910/11 (№ 1-5) Журнал литературы, науки и общественной жизни ;
- 1910/11 (№ 6-12) Большой журнал литературы, искусства, науки и обществ. жизни;
- 1911 № 11-13, 1912, № 2, 1913, № 1-2 и дек. Большой беспартийный журнал литературы, науки, искусства и общественной жизни ;
- 1914, янв.-июнь Беспартийный журнал литературы, науки, искусства и общественной жизни;
- 1914, июль-1915, авг. Большой ежемесячный беспартийный журнал литературы, науки, искусства и общественной жизни;
- 1915 (сент.-окт.) Большой литературно-художественный и общественно-политический беспартийно-прогрессивный журнал-альманах ;
- 1915 (ноябрь-дек.) — 1916 февр. Большой литературно-общественный альманах ;
- 1916 январь Литературно-общественный альманах; окт. Ежемесячный литературно-художественный беспартийно-прогрессивный журнал

1910—1911 № 5 Журн. лит., науки и обществ. жизни; 1911 № 6-10 Большой журн. лит., искусства, науки и обществ. жизни; 1911 № 11-13, 1912, № 2, 1913, № 1-2 и дек. Большой беспартийный журн. лит. науки, искусства и обществ. жизни; 1914, июль-1915, авг. Большой ежемес. беспартийный журн. лит., науки, искусства и обществ. жизни; 1915, сент./окт.-ноябрь Ежемес. лит.-худож., беспартийно-прогрессивный журн. (на обл. ноябрьского журн.: лит.-обществ. альманах); 1917 Янв. Ежемес. лит.-худож. журн.
В журнале имелись следующие отделы:
1. беллетристический,
2. научно-популярный,
3. критический,
4. общественно-политический и
5. Художественные статьи по искусству вместе с репродукциями картин известных художников 1910-х гг.

В Беллетристическом отделе журнала принимали участие такие литераторы, как Леонид Андреев, М. Арцыбашев, Д. Айзман, Николай Архипов, A. Ахматова, И. Бунин, А. Блок, К. Бальмонт, А. Боане, В. Брюсов, В. Вересаев, З. Гиппиус, С. Городецкий, А. С. Грин, О. Дымов, Бор. Зайцев, А. Куприн, А. Каменский, Вл. Кохановский, С. Кондурушкин, В. Ладыженский, Б. Лазаревский, В. Ленский, О. Миртов, В. Муйжел, Н. Олигер, А. Ремизов, А. Рославлев, А. Серафимович, Скиталец, С. Сергеев-Ценский, А. Свирский, Федор Сологуб, Ал. Н. Толстой, Н. Тимковский, А. Федоров, Тан, Н. Фалeев, Е. Чириков, Георгий Чулков, Дм. Цензор, С. Юшкевич, Г. Яблочков и др.
Критиками и авторами научной публицистики в журнале были проф. Е. Аничков, Н. Абрамович, К. Арабажин, К. Айхенвальдъ, В. Агафонов, П. Берлин. Ф. Батюшков, А. Бенуа, С. Венгеров, Л. Василевский, А. Вережников, И. Гинзбург, А. Герасимов, А. Дживилегов, проф. Ф. Зелинский, А. Измайловъ, академик Н. Котляревский, проф. Н. Кареевъ, Л. Камышников, Л. Клейнборт, А. Луначарский, М. Лемке, Н. Морозов, академик Д. Овсянико-Куликовский, И. Репинъ, Н. Рерих, М. Рейснер, Н. Рубакин, проф. В. Святловский, проф. В. Сперанский, Е. Тарле, Як. Тутендхольд, проф. М. Туган-Барановский, проф. И. Озеров, В. Фриче, П. Юшкевич, М. Энгельгардт и др.
Подписная цена на 1912 г. без доставки — 4 р. 50 к.

## Электронные копии журнала
- 1912, № 1-4 Pennsylvania State University = Internet Archives
- 1912, № 5-8 Pennsylvania State University = Internet Archives
- 1912, № 9-12 Pennsylvania State University = Internet Archives
- 1914, № 11 имеется только обзор содержания этого выпуска